# Colbie Caillat
Colbie Marie Caillat (født 28. maj 1985 i Newbury Park, Californien) er en amerikansk singer-songwriter.
Hun er en af de kunstnere, som er blevet opdaget via sin MySpace-side, hvor hendes musik har haft over 9 millioner afspilninger, inden hun fik en pladekontrakt. Anmelderne udråbte hende hurtigt til at være et af de mest spændende nye talenter på musikscenen og kalder hende en blanding mellem Jack Johnson og India Arie.
Colbie Caillat var i sommeren 2007 på turné med Goo Goo Dolls.